# Nagyboldogasszony-templom (Alsószölnök)
Az alsószölnöki Nagyboldogasszony-templom kései barokk stílusú római katolikus kegyhely Alsószölnök községben, a Vendvidéken. Ez a Vendvidék legfiatalabb temploma.

Alsószölnök etnikailag napjainkban is nagyon összetett, a lakosság részben szlovén (vend nyelvjárást beszélnek), részben német és részben magyar nemzetiségű, így a templomban ma is gondot okoz az istentisztelet nyelve.

A templom védőszentje a Gyümölcsoltó Boldogasszony, akinek az ünnepnapja, március 25. a templom búcsúja is egyben.

## A kegyhely története
Alsószölnök lakosságának aránya az előző évszázadokban sokkal nagyobb számban volt német, mint napjainkban. A német lakosságot az 1946. évi kitelepítés csökkentette jelentősen, mert számos német tagja volt a helyi Volksbundnak a második világháború idején és ez ürügyet szolgáltatott a kommunistáknak, hogy elüldözzék a német lakosságot.

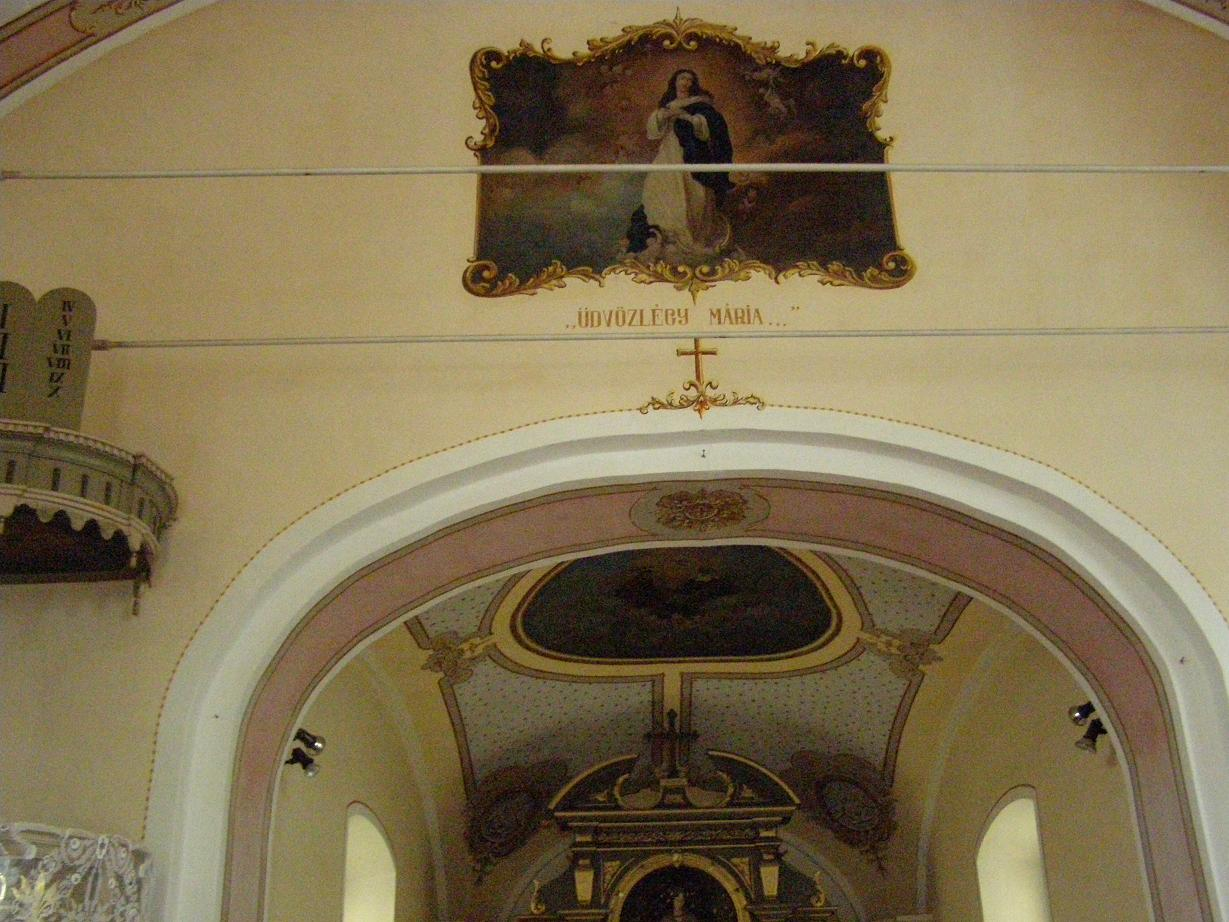
A főhajó.

Az alsószölnökiek évszázadokon át Rábaszentmártonban jártak istentiszteletre, melyet az 1786-87. évi egyházlátogatás is igazol. A faluban volt a Kisboldogasszony tiszteletére emelt kápolna is, ahol imádkoztak a hívek, azonkívül már ekkor tanítójuk volt. 1764-ben az egyik Batthyány grófnő (a falu a Batthyányak birtoka volt) oltárfülkét emelt a kápolnában, ahová egy Mária-szobrot helyeztek el.
A tanítómesterre 1778-ban az alsószölnökiek panasszal éltek Szily János szombathelyi püspöknél, mondván: „miotta ez a Mester nálunk vagyon, nagy és kiss halotokrul egy polturával töbet köl fizetnünk.” Az új tanító kántor is volt egyben és kiharangozott a halottakért amiért egy polturával, azaz fél garassal többet kért, de a falusiak állítása szerint „egy halott sem lesz ki harangozva.” Ez nagy szégyen volt a szölnökiekre nézve, ami miatt a többi faluban is gyúny tárgyává váltak.
A falu kegyura, Batthyány Alajos segítségével 1815-ben templomot épített, ami még hat esztendeig maradt Rábaszentmárton fiókegyháza. Az új templomot Somogy Lipót akkori püspök szentelte föl. Muraszombati Szapáry Terézia, Batthyány özvegye 1821-ben megalapította az alsószölnöki plébániát, ezzel a község teljesen önállósult a szentmártoni plébániától. Alsószölnök volt a legszűkebb területű egyházközség a környéken, mert nem tartozott hozzá egyetlen falu sem, a szomszédos Tótfalu (Rábatótfalu), Szakonyfalu, Permise, valamint Ritkaróc (Ritkaháza, Kétvölgy) községek megmaradtak az istvánfalvai (Apátistvánfalva) és dolinci (Dolány) egyházközségekben.
A falu első papja nem más volt mint Kossics József, a magyarországi szlovének egyik nagy írója. Batthyány gondoskodott egy új, jó iskoláról, amelyhez egy képzett iskolamestert szerzett Stájerországból, Vogrin Jósefet, aki marburgi (Maribor) tanárképezdében tanult. Sajnos később a falu új kegyura megtagadt az iskola és templom ellátását, ami így teljesen a falura háramlott. A templomot még rendben tudták tartani, de az iskola és a tanítói lakás nagyon leromlott, s elég szegényes körülmények között élt Vogrin, ami méltatlan volt hozzá, tekintettel magasfokú tanultságára.
1886-ban Zsemlics István író rózsafüzér egyletet és „Jézus szent gyermekségének műve” nevű társulatot alapított a faluban. Előbbinek hetvenöt, míg utóbbinak 43 tagja volt.
Szakovics József a templom fontos renoválásokat végzett, s igyekezett mindhárom nemzetiség nyelvén tartani a miséket. 1925-ben Kósz Vince révén már harangokat is kapott a templom. Az egyik harangot 1944. június 16-án elszállították egy lőszergyártó üzembe, a püspökség utasítása szerint a harangot nem lehetett búcsúztatni.

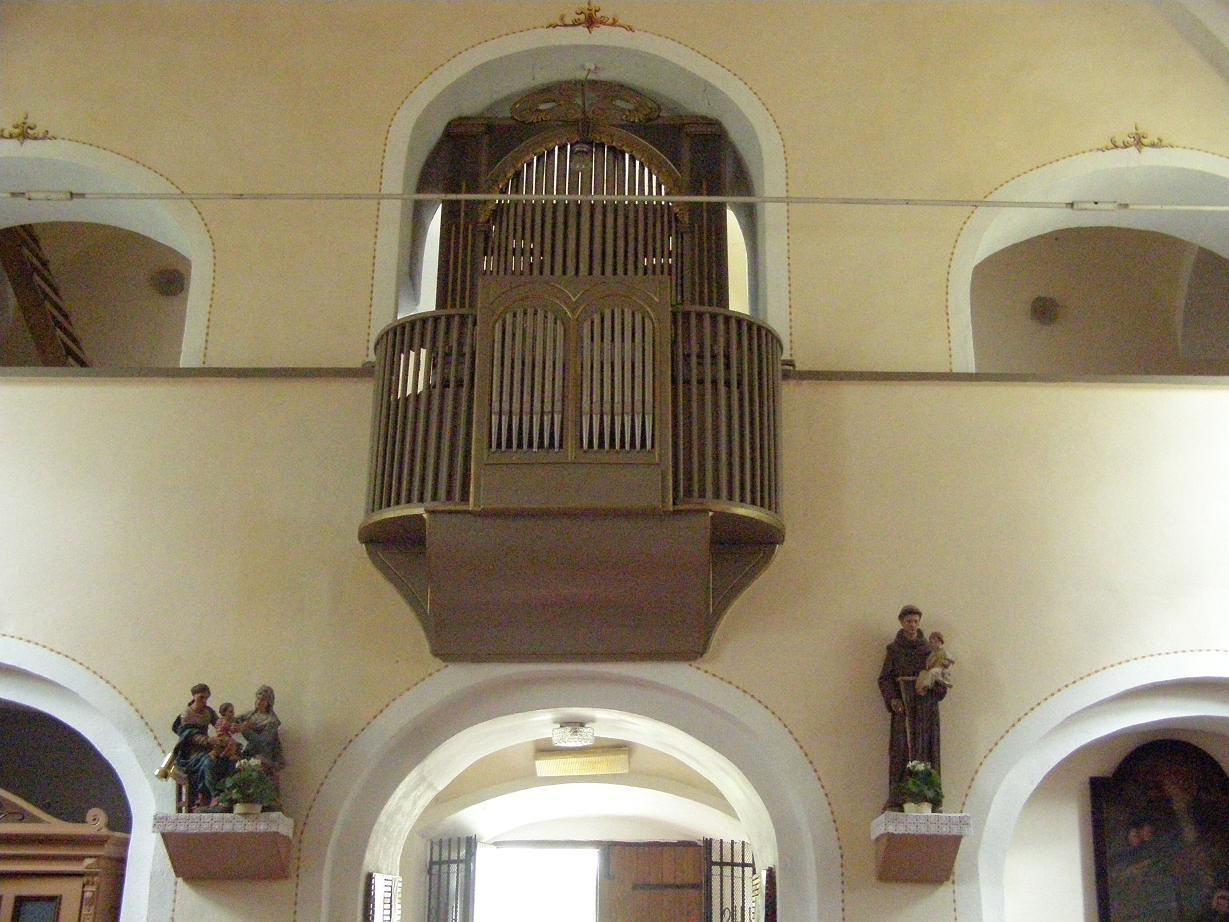
Az orgonakarzat.

A német nyelv használatát a templomban 1831-ben engedélyezték, majd 1855-ben lehetővé vált, hogy minden harmadik vasárnap németül tartsák a szentbeszédet. 1928-ban a német hívek levelet küldtek Szombathelyre, amelyben azt kívánták, hogy minden második vasárnap tartassék szentbeszéd, hivatkozva arra, hogy a legtöbb szlovén beszél németül. Ez ellen az állítás ellen a szlovének tiltakoztak, s kérték, hogy egyik vasárnap, egy szlovén istentisztelet helyett tartsanak magyarul szentbeszédet és imát, hivatkozva az itt élő a magyar lakosokra.
1935-ben a németek ismét kérték az anyanyelvükön történő prédikációt, de ekkor Mikes János püspök az 1829. vizitációra hivatkozott amelyben ez állt: „a vasárnap és ünnepnap a prédikáció és a keresztény tanítás vandálul (vendül) tartassék, az evangélium német nyelven is felolvastassék, mindkét nyelven történjenek hirdetések.” Ennek megfelelően mindig olyan papokat igyekeztek kinevezni a plébánia élére, akik magyarul, vendül és németül is tudtak.
1940. december 30-án végül elrendelték a második vasárnaponkénti német szentbeszédet. Feltehetően közrejátszott az is, hogy Magyarország ekkorra már eléggé német-orientált volt és a faluban is terjedt a Hitler-imádat.
Napjainkban már csak magyarul folyik az istentisztelet.

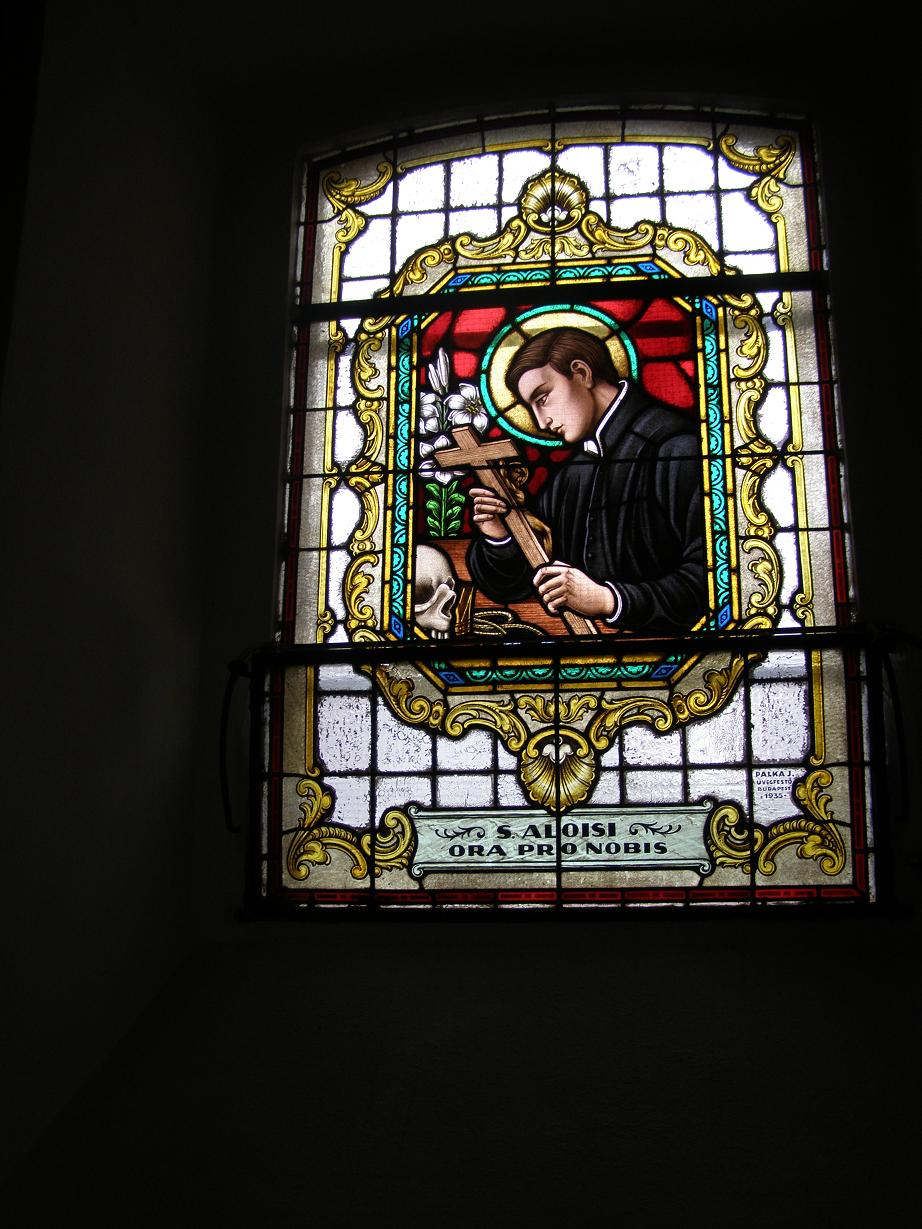
Szent Alajos mozaikja.

## A templom
A templom homlokzatán, az ajtó felett olvasható latin felirat: „In hoC LoCo gLorIetVr VIrgo et DeIpara MaRia” A kiemelt nagy betűkből a templomévszáma MDCCLLVVIIIII, 1815 kerül ki. Magyarul: Ezen a helyen dicsértessék a Szűz és Isten anyja, Mária 1815.
Mikor a templomot felépítették, a kápolnából a Mária-szobrot a templom főoltárára emelték. 1889-ben a szobrot a templom előtt állították fel, s egykori helyére Persa Iván plébános Grazból, egy művészbarátjától új, kisebb szobrot vásárolt, aminek neve a Szeplőtelen fogantatás volt.
A főoltárral szemben található az új szószék, mellett jobboldalt az öregszószék látható, amin ma már nem tartanak beszédet. A templomban kizárólag magyar feliratok vannak, mint a középhajó, főhajóval határos mennyezetén egy Mária-freskó, rajta az Üdvözlégy Mária! felirat. A főhajó freskóján a Nagyboldogasszony képe. Két oldalt, mozaik-üvegablak látható, az egyiken Szent Teréz, a másikon Szent Alajos képmásai. A bejárat felett orgonakarzat áll. A jelenlegi orgona 1901-ben készült, néhány környékbeli prókátor adományából készült. Az előző orgonát 1882-ben renoválták, akkor derült ki, hogy 1724-ben készítette egy grazi mester, Georg Mitterreytter.

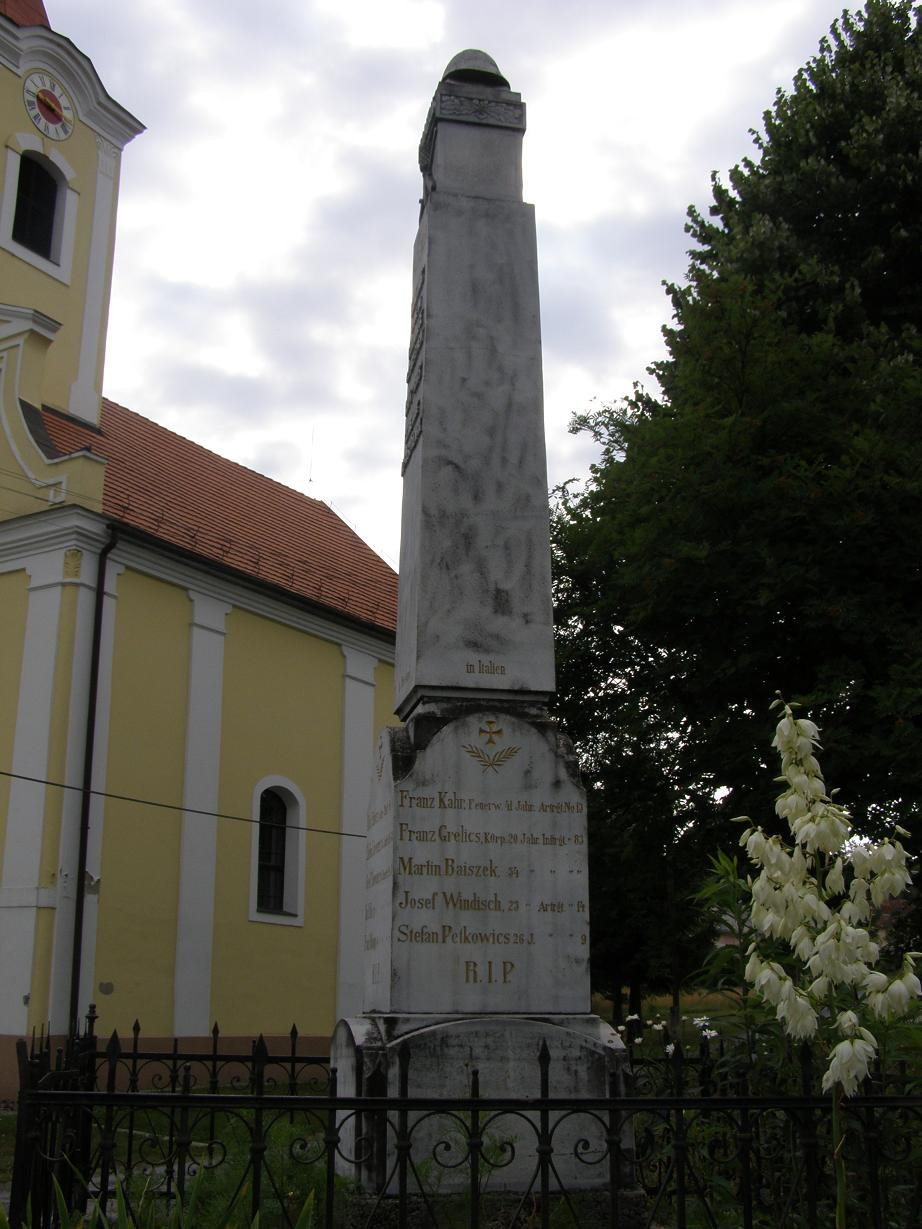
Az elesett alsószölnökiek emlékműve.

1881-ben Karlovitz László alsószölnöki kasznár, majd malombérlő és felesége Techet Mária három megkeresztelésének emlékére adományozott két nagyméretű festményt, melyet december 8-án mutattak be.
1903-ban Kovács Mária adománya révén Lewisch Adolf szombathelyi festő kifestette a templomot, 1912-ben pedig Szakovics révén restaurálás alá került mind a templom, mind a paplak. 1923-ban Lenarsich Imre a tornyot renoválta, melyet 1928-ban Szakovics fejezet be. 1949 és 1950 között Török Béla plébános az egész falu részvételével végzett újabb felújításokat a templomban. A szívvel és Pax-jellel díszített áldoztató rács egy része ma a plébániaház kétszárnyas kapuja.
1959-ben Hendler Teréz egykori alsószölnöki lakos, az Egyesült Államokból 100 dollárt küldött, amelyből miséző kelyhet vettek. Ugyancsak az Amerikába vándorolt Majczán József nejloncsipke oltárterítőt és miseinget küldött a templomnak.
A templomtorony tetején található gömböt a harkályok annyira megrongálták 1961-ben, hogy a helyi határőröket kellett az eltávolításukra felkérni.
1970-ben még a mellékoltár terítőjén német felirat volt: „Göttliches Herz Jesu sei meine Liebe.” Az eredeti keresztúti képeket 1800. február 2-án szentelte fel Szitányi Ferenc, amelyeket 1935-ben újrakereteztek és keresztet is kaptak. Ekkor zalaegerszegi ferencesek szentelték fel.
A templom mellett található az első világháborúban Szerbiában, Olaszországban és Oroszországban elesett Alsószölnökről bevonult katonák neve, összesen 13 személy. Az emlékmű felirata német nyelvű.
A falu régi temetője a templom mellett volt egykor, ma már csak egy kereszt jelzi a helyét. Az új temető közvetlenül az osztrák határ mellett található, ahol nyugszik többek közt Szakovics József is, továbbá néhány német család kriptája található meg.

## Alsószölnök lelkipásztorai
- Kossics József (1816–29)
- Árendás Károly Imre (1829–34)
- Raiszár István (1834–56)
- Krantz István (1856–70)
- Zsemlics István (1870–84)
- Persa Iván (1887–94)
- Keresztury Vince (1894–1909)

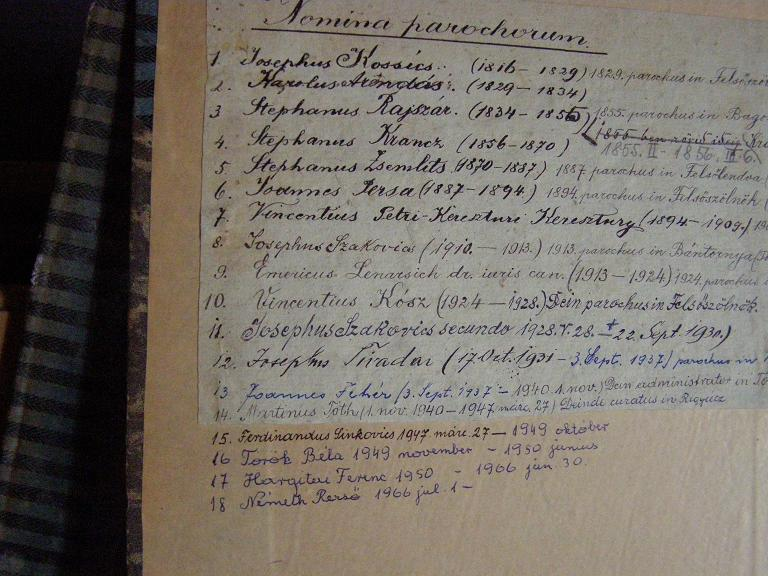
A plébánosok névsora, a plébánia iratai között. A faluban 1817 óta van anyakönyvezés.

- Szakovics József (1910–13), majd (1928–30)
- Lenarsich Imre (1913–24)
- Kósz Vince (1924–28)
- Tivadar József (1931–37)
- Fehér János (1937–40)
- Tóth Márton (1940–47)
- Sinkovich Nándor (1947–49)
- Török Béla (1949–50)
- Hargitai Ferenc (1950–66)
- Németh Rezső (1966–77)
- Harangozó Vilmos (1979–)